# В'яреджо
В'яреджо (італ. Viareggio) — місто та муніципалітет в Італії, у регіоні Тоскана, провінція Лукка.
В'яреджо розміщене на відстані приблизно 290 км на північний захід від Риму, 85 км на захід від Флоренції, 23 км на захід від Лукки.

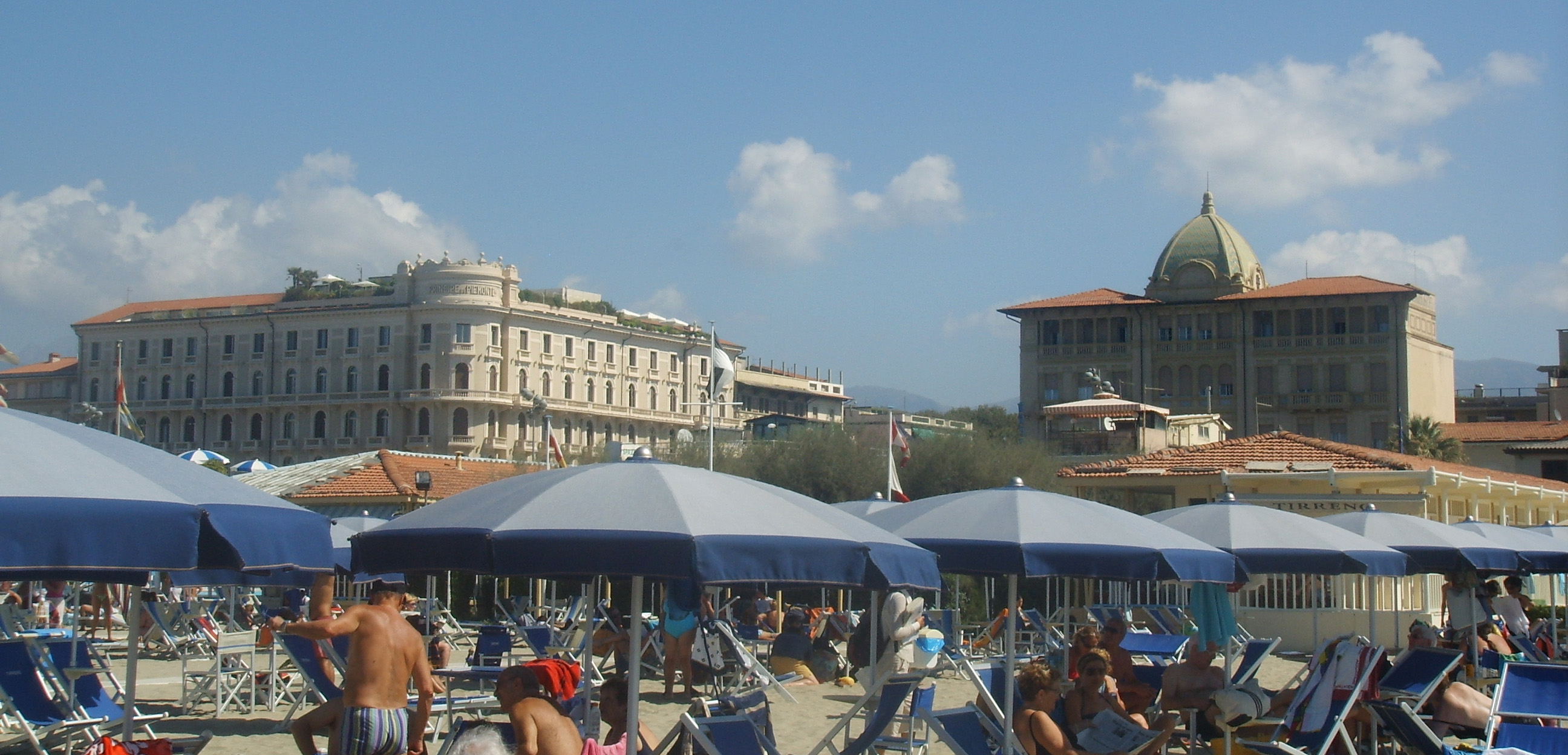

Назва міста походить від латинської назви «via regis» — ім'я дороги, створеної у середньовіччі, яка з'єднувала прибережні фортифікації з місцевістю Лукка. На думку інших дослідників, назва походить від «vicus regius», де vicus означало невелике поселення, а regius — що воно належало до Римської імперії.
Нинішній герб міста був створений у 1848 році й дійшов до наших днів з невеликими змінами. Попередній походить з 1752 року і представляв св. Антонія Падуанського, першого покровителя міста. Нинішній герб міста має якір з мотузкою, розміщений на щиті з трьох кольорів: зеленого, білого, і червоного. В'яреджо було одним з перших міст, яке мало триколірний прапор.
Населення — 63 093 особи (2014).
Щорічний фестиваль відбувається 25 березня. Покровитель  — Діва Марія.

## Демографія
Населення за роками:

Станом на 1 січня 2023 року в муніципалітеті офіційно проживали 4893 іноземці з 102 країн, серед них 1919 громадян країн Євросоюзу та 280 громадян України.

## Відомі люди
- Соломія Крушельницька  — видатна українська оперна співачка (сопрано), дружина мера міста Чезаре Річчоні (пом. 1938), мешкала у В'яреджо у 1910—1939.

### Уродженці
- Карло Б'яджі (1914—1986) — італійський футболіст, півзахисник
- Маріо Монічеллі (1915—2010) — видатний італійський актор, кінорежисер, сценарист та комедіограф
- Альберто Бертуччеллі (*1924 — †2002) — італійський футболіст, захисник
- Адольфо Горі (*1939) — італійський футболіст, захисник, захисник, півзахисник, згодом — футбольний тренер.
- Марчелло Ліппі (нар.1948) — італійський футболіст і футбольний тренер.
- Алессандро П'єріні (*1973) — італійський футболіст, захисник, згодом — футбольний тренер.
- Стефанія Сандреллі (нар. 1946) — італійська кіноакторка, виконавиця ролей у понад 90 фільмах.
- Еудженіо Фашетті (нар.1938) — італійський футболіст, півзахисник, згодом — футбольний тренер.

## Сусідні муніципалітети
- Камайоре
- Массароза
- Векк'яно